# Neanthes macrocephala
Neanthes macrocephala är en ringmaskart som först beskrevs av Hansen 1882.  Neanthes macrocephala ingår i släktet Neanthes och familjen Nereididae. Inga underarter finns listade i Catalogue of Life.